# 田中敏弘
田中 敏弘（たなか としひろ、1970年1月5日 - ）は、熊本県出身の元社会人野球選手（内野手、右投左打）・監督、実業家。株式会社鮮ど市場の代表取締役専務を務め、以前は熊本ゴールデンラークスの総監督・代表兼ゼネラルマネージャーでもあった。2021年開幕の九州アジアリーグの運営組織「九州アジアプロ野球機構」の代表理事も務めた。
父は鮮ど市場の創業者・社長である田中弘文。

## 人物・来歴
九州学院高等学校3年時の1987年に夏の甲子園に出場。その後明治大学に進学、野球部でプレーした。同期に三輪隆がいる。
1992年の大学卒業後は日本通運に入社し、硬式野球部でプレー。内野のレギュラーをつかみ、入社3年目の1994年には日本選手権優勝にも貢献した。ここで9年間プレーし2000年シーズン限りで引退。
引退後は、家業を継ぐべく熊本に帰郷して2001年1月に鮮ど市場へ入社。2代目として創業社長の父・弘文から企業経営のノウハウを叩き込まれた。2002年に取締役本部長、2005年に常務取締役へ就任。
同年、同社の創業30周年を期に野球部の創設を弘文に進言。弘文は当初は創設に難色を示したが、最終的には「社業優先を厳守すること」を条件として創設が認められ、田中自ら選手の獲得に奔走して熊本ゴールデンラークスの設立にこぎつけた（これにちなみ、同チームに「働かざる者野球するべからず」という方針が設けられた）。2006年より、本格的な活動を開始。
2007年は創設から2シーズン目で第78回都市対抗野球・第34回日本選手権にそれぞれ初出場を果たした。同年には、鮮ど市場の専務取締役へ昇進。
2009年をもって監督を辞任。徳丸哲史コーチに監督の座を譲り、代表兼ゼネラルマネージャーとなったが2013年から再び監督に復帰した。2019年シーズンをもって再度監督を退任し、ゼネラルマネージャー兼総監督となる。
2020年1月、日経産業新聞の記事において、社会人野球の経済的負担に疑問を抱き、2020年限りで熊本ゴールデンラークスを日本野球連盟から脱退させてプロ球団化する意向を表明した。プロ化後のゴールデンラークスについては、福岡ソフトバンクホークス3軍との独立リーグ結成を理想としながら、それが困難な場合は四国アイランドリーグplusへの参加も想定するとしていた。その後、同年9月に熊本ゴールデンラークスを母体としたプロ球団の設立と九州の新リーグ（他に大分県のチームが参加）への参加が正式に発表された。11月4日、リーグを運営する「九州独立プロ野球機構」（現：九州アジアプロ野球機構）の設立会見を開き、機構の代表理事に就任することを発表した。
2022年10月5日、九州アジアプロ野球機構の代表理事を退任することが発表され、退任挨拶の中で同月15日に機構からも辞職すると表明した。

## 主な表彰
- 社会人ベストナイン（1997年）